# Simpson Bainbridge
Simpson Bainbridge (3 tháng 4 năm 1895 – 12 tháng 11 năm 1988) là một tiền đạo bóng đá người Anh từng thi đấu ở Football League cho Leeds City, Preston North End và South Shields.

## Đời sống cá nhân
Bainbridge là binh nhì trong Lincolnshire Regiment, Durham Light Infantry và Labour Corps trong Thế chiến thứ nhất.

## Sự nghiệp thi đấu
| Câu lạc bộ          | Mùa giải            | Giải đấu                       | Giải đấu | Giải đấu  | Cúp quốc gia | Cúp quốc gia | Tổng    | Tổng      |
| Câu lạc bộ          | Mùa giải            | Hạng đấu                       | Số trận  | Bàn thắng | Số trận      | Bàn thắng    | Số trận | Bàn thắng |
| ------------------- | ------------------- | ------------------------------ | -------- | --------- | ------------ | ------------ | ------- | --------- |
| Leeds City          | 1912–13             | Second Division                | 24       | 4         | 1            | 0            | 25      | 4         |
| Leeds City          | 1913–14             | Second Division                | 15       | 4         | 2            | 0            | 17      | 4         |
| Leeds City          | 1914–15             | Second Division                | 18       | 4         | 2            | 0            | 20      | 4         |
| Leeds City          | 1919–20             | Second Division                | 7        | 3         | —            | —            | 7       | 3         |
| Leeds City          | Tổng                | Tổng                           | 64       | 15        | 5            | 0            | 69      | 15        |
| Aberdeen            | 1921–22             | Scottish League First Division | 22       | 1         | 7            | 1            | 29      | 2         |
| Tổng cộng sự nghiệp | Tổng cộng sự nghiệp | Tổng cộng sự nghiệp            | 86       | 16        | 12           | 1            | 98      | 17        |